# Фирюлёвка
Фирюлёвка — село Слободского сельского поселения Михайловского района Рязанской области России.
Село газифицировано.

## Население
| 1859 | 1897 | 1906  | 2010 |
| ---- | ---- | ----- | ---- |
| 569  | ↗930 | ↗1115 | ↘125 |

## История
В селе располагалась церковно-приходская школа.

## Успенский храм
В селе Фирюлёвка издавна существовала деревянная церковь, но когда и кем она была построена, история умалчивает. Вероятно, со временем эта церковь пришла в ветхое состояние, и была сломана.
14 мая 1900 года крестьяне деревни Фирюлёвка обратились с просьбой к епархиальному начальству о постройке в их деревне деревянного храма на каменном фундаменте с каменной колокольней. Владыка наложил на приговор крестьян резолюцию: «На усмотрение консистории».
Крестьяне желали построить храм в память освобождения крестьян от крепостной зависимости и посвятить его царю освободителю Александру II, хотя сами они были всегда государственными крестьянами.
Построен храм исключительно на средства прихожан без участия государственной казны.
Фирюлевская церковь долгое время не имела собственного притча, поскольку самостоятельный приход не был открыт, и юридически храм входил в приход села Печерники.
Из документов следует, что крестьяне желали освятить храм в честь Александра Невского и Николая Чудотворца.
Храм и иконостас предполагалось купить в селе Дурном Пронского уезда.
Они были освидетельствованы архитектором Цеханским, и иконостас найден «весьма годным».
28 января 1906 года придельные храмы были освящены во имя Фёдора Стратилата и мученицы Параскевы. В том же году Духовная консистория по просьбе крестьян разрешила местному священнику совершать богослужения в церкви во время Пасхи, а также в некоторые другие дни.
23 июня 1907 года Михайловский благочинный поставил вопрос перед консисторией об отводе места под кладбище у церкви деревни Фирюлёвка, и получил на это «добро».
В 1910 году сельчане позаботились о строительстве домов для церковного притча, для чего выделили для этой цели 3,3 га земли из своих наделов.
13 января 1915 года сельский храм стал самостоятельным и был освящён в честь Успения Богородицы.
4 декабря 1941 года настоятель храма после Божественной Литургии был арестован и в этот же день расстрелян.
После этого Успенская церковь была закрыта, и долгое время там не проводились церковные службы.
Ныне храм приведен в порядок, и в нём регулярно совершаются богослужения.